# Skippy Whitaker
Lucian Cary Whitaker, detto Skippy (Quantico, 29 agosto 1930 – Londra, agosto 1990), è stato un cestista statunitense, professionista nella NBA.

## Carriera
Dopo aver vinto un campionato NCAA con Kentucky nel 1950-51, venne selezionato dagli Indianapolis Olympians nel Draft NBA 1952. Debuttò nella lega tre anni più tardi, disputando 3 partite con i Boston Celtics nel 1954-55.

## Palmarès
- Campione NCAA (1951)